# Atletika na Letních olympijských hrách 1896
Na letních olympijských hrách v roce 1896 bylo prezentováno 12 atletických disciplín, a to všechno pouze pro muže. Celkem bylo uděleno 37 medailí (12 zlatých, 13 stříbrných, 12 bronzových).

## Medailové pořadí
| Umístění | Stát                         | Zlato | Stříbro | Bronz | Celkem |
| -------- | ---------------------------- | ----- | ------- | ----- | ------ |
| 1        | Spojené státy americké (USA) | 9     | 6       | 2     | 17     |
| 2        | Austrálie (AUS)              | 2     | 0       | 0     | 2      |
| 3        | Řecko (GRE)                  | 1     | 3       | 6     | 10     |
| 4        | Maďarsko (HUN)               | 0     | 1       | 2     | 3      |
| 5        | Francie (FRA)                | 0     | 1       | 1     | 2      |
| 5        | Velká Británie (GBR)         | 0     | 1       | 1     | 2      |
| 7        | Německo (GER)                | 0     | 1       | 0     | 1      |
| *        | Celkem                       | 12    | 13      | 12    | 37     |

## Přehled vítězů

### Muži
| Disciplína         | Zlato                                         | Stříbro                                        | Bronz                                         |
| 100 m              | Tom Burke · Spojené státy americké (USA)      | Fritz Hofmann · Německo (GER)                  | Francis Lane · Spojené státy americké (USA)   |
| 100 m              | Tom Burke · Spojené státy americké (USA)      | Fritz Hofmann · Německo (GER)                  | Alojz Sokol · Maďarsko (HUN)                  |
| 400 m              | Tom Burke · Spojené státy americké (USA)      | Herbert Jamison · Spojené státy americké (USA) | Charles Gmelin · Velká Británie (GBR)         |
| 800 m              | Edwin Flack · Austrálie (AUS)                 | Nándor Dáni · Maďarsko (HUN)                   | Dimitrios Golemis · Řecko (GRE)               |
| 1500 m             | Edwin Flack · Austrálie (AUS)                 | Arthur Blake · Spojené státy americké (USA)    | Albin Lermusiaux · Francie (FRA)              |
| 110 metrů překážek | Thomas Curtis · Spojené státy americké (USA)  | Grantley Goulding · Velká Británie (GBR)       | nebyla udělena                                |
| Maratonský běh     | Spyridon Luis · Řecko (GRE)                   | Charilaos Vasilakos · Řecko (GRE)              | Gyula Kellner · Maďarsko (HUN)                |
| Skok do výšky      | Ellery Clark · Spojené státy americké (USA)   | James Connolly · Spojené státy americké (USA)  | nebyla udělena                                |
| Skok do výšky      | Ellery Clark · Spojené státy americké (USA)   | Robert Garrett · Spojené státy americké (USA)  | nebyla udělena                                |
| Skok o tyči        | William Hoyt · Spojené státy americké (USA)   | Albert Tyler · Spojené státy americké (USA)    | Evangelos Damaskos · Řecko (GRE)              |
| Skok o tyči        | William Hoyt · Spojené státy americké (USA)   | Albert Tyler · Spojené státy americké (USA)    | Ioannis Theodoropoulos · Řecko (GRE)          |
| Skok do dálky      | Ellery Clark · Spojené státy americké (USA)   | Robert Garrett · Spojené státy americké (USA)  | James Connolly · Spojené státy americké (USA) |
| Trojskok           | James Connolly · Spojené státy americké (USA) | Alexandre Tuffèri · Francie (FRA)              | Ioannis Persakis · Řecko (GRE)                |
| Vrh koulí          | Robert Garrett · Spojené státy americké (USA) | Miltiadis Gouskos · Řecko (GRE)                | Georgios Papasideris · Řecko (GRE)            |
| Hod diskem         | Robert Garrett · Spojené státy americké (USA) | Panagiotis Paraskevopoulos · Řecko (GRE)       | Sotirios Versis · Řecko (GRE)                 |